# Corbinian Böhm

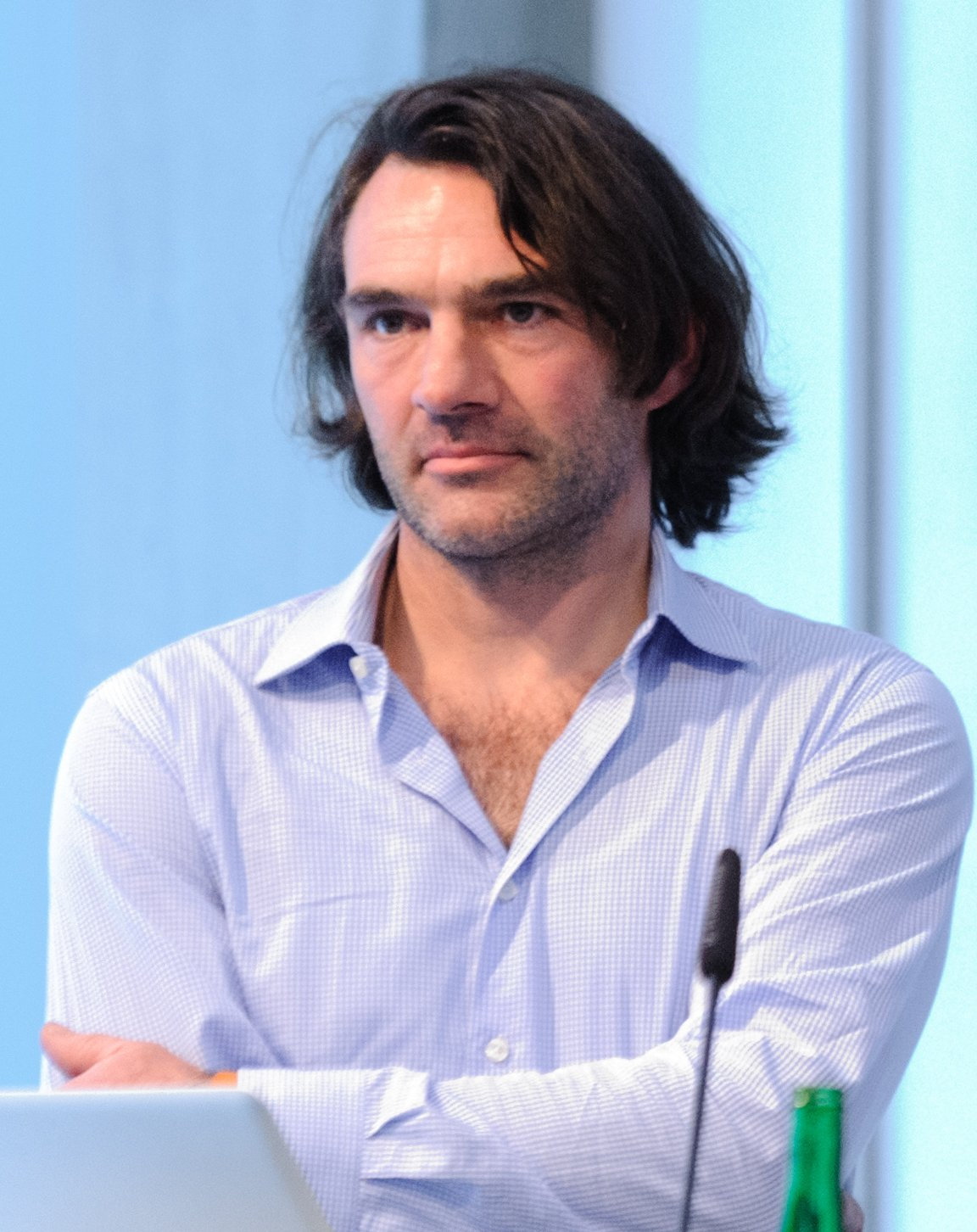
Corbinian Böhm (2012)

Corbinian Böhm (Múnich, 7 de agosto de 1966) es un artista alemán.
Böhm creció con sus cinco hermanos en Múnich, uno es el extremista de esquí de montaña Benedikt. Después de su abitur (bachillerato alemán) en la Preparatoria Asam en Múnich estudió historia de artes en la Universidad de Múnich hasta el año 1990. Después hizo un aprentisage de escultor de madera y piedra. Entonces fue que estudió esculturas en la Academia de Bellas Artes de Múnich.
Junto con Michael Gruber trabaja desde el 1995 con el nombre Empfangshalle. En el año 2000 obtuvo su diploma de "Meisterschüler" (Un título que corresponde al Master de Bellas Artes).